# Dave Hannan
David Patrick „Dave“ Hannan (* 26. November 1961 in Greater Sudbury, Ontario) ist ein ehemaliger kanadischer Eishockeyspieler, der in seiner aktiven Zeit von 1977 bis 1997 unter anderem für die Pittsburgh Penguins, Edmonton Oilers, Toronto Maple Leafs, Buffalo Sabres, Colorado Avalanche und Ottawa Senators in der National Hockey League gespielt hat.

## Karriere
Dave Hannan begann seine Karriere als Eishockeyspieler in der kanadischen Juniorenliga Ontario Hockey Association, in der er von 1977 bis 1980 für die Windsor Spitfires, Sault Ste. Marie Greyhounds und Brantford Alexanders aktiv war. Anschließend spielte er für Brantford ein Jahr lang in der Nachfolgeliga der OHA, der Ontario Hockey League. Im Anschluss an seine Juniorenzeit wurde der Flügelspieler im NHL Entry Draft 1981 in der zehnten Runde als insgesamt 196. Spieler von den Pittsburgh Penguins ausgewählt, für die er von 1981 bis 1987 in der National Hockey League zum Einsatz kam. In seinen ersten vier Spielzeiten lief er zudem regelmäßig für Pittsburgh Farmteams, die Erie Blades und Baltimore Skipjacks, in der American Hockey League auf. Am 24. November 1987 wurde er zusammen mit Craig Simpson, Moe Mantha und Chris Joseph im Tausch gegen Paul Coffey, Dave Hunter und Wayne Van Dorp an die Edmonton Oilers abgegeben. Mit den Oilers gewann er in der Saison 1987/88 auf Anhieb den prestigeträchtigen Stanley Cup. Zu diesem Erfolg trug er mit insgesamt 22 Scorerpunkten, davon zehn Tore, in 63 Spielen bei.
Für die Saison 1988/89 kehrte Hannan zu seinem Ex-Club Pittsburgh Penguins zurück. Anschließend verbrachte er drei Jahre beim kanadischen Traditionsteam Toronto Maple Leafs und wurde von diesem im März 1992 im Tausch gegen ein Fünftrundenwahlrecht im NHL Entry Draft 1992 an die Buffalo Sabres abgegeben. Dort verbrachte er vier Spielzeiten, ehe er am 20. März 1996 kurz vor dem Ende der Trade Deadline gegen ein Sechstrundenwahlrecht im NHL Entry Draft 1996 zu den Colorado Avalanche transferiert wurde. Mit diesen gewann er am Saisonende zum zweiten Mal in seiner Laufbahn den Stanley Cup. In 17 Spielen für die Avalanche hatte er ein Tor erzielt und zwei Vorlagen gegeben. Als Free Agent unterschrieb der Kanadier am 13. September 1996 einen Vertrag bei den Ottawa Senators, bei denen er am Ende der Saison 1996/97 im Alter von 35 Jahren seine Karriere beendete.

### International
Für Kanada nahm Hannan an den Olympischen Winterspielen 1992 in Albertville teil. Dabei erzielte er in acht Spielen drei Tore und gab fünf Vorlagen. Zuvor kam er für die Nationalmannschaft zu drei Testspieleinsätzen während der Olympia-Vorbereitung.

## Erfolge und Auszeichnungen
- 1988 Stanley-Cup-Gewinn mit den Edmonton Oilers
- 1992 Silbermedaille bei den Olympischen Winterspielen
- 1996 Stanley-Cup-Gewinn mit den Colorado Avalanche